# دوریس پیلکینگتون گاریمارا
دوریس پیلکینگتون گاریمارا (انگلیسی: Doris Pilkington Garimara (با نام اصلی نوگی گاریمارا؛ حدود ۱ ژوئیه ۱۹۳۷ – ۱۰ آوریل ۲۰۱۴)، همچنین با نام دوریس پیلکینگتون، یک نویسنده اهل استرالیا بود. آثار دوریس تجربیات نسل‌های ربوده شده و پیوند مجدد آن‌ها با فرهنگ و هویت بومی استرالیا را بازگو می‌کند.

## زندگی
پیلکینگتون در ایستگاه بالفور داونز در نزدیکی سکونتگاه جیگالونگ در شمال غربی استرالیا متولد شد. مادرش، مولی، نام او را «نوگی گاریمارا» گذاشت، اما او را به خواست کارفرمای مولی در ایستگاه، «مری دانت، دوریس» نامیدند که فکر می‌کرد نوگی «نامی احمقانه» است. از آنجایی که تولد او ثبت نشده بود، بعدها تاریخ تولد او توسط وزارت امور بومی اول ژوئیه ۱۹۳۷ ثبت شد. او سه سال و نیم بیشتر نداشت که از مادرش گرفته شد تا در مأموریت رودخانه مور بزرگ شود. خواهر کوچکترش، آنابل، نیز دستگیر شد و به او گفتند که یتیم است و در طول سال‌ها از میراث فرهنگ بومی خود به‌دور بود. دوریس ۲۱ سال بعد به مادرش پیوست.

## آثار
گاریمارا در ۱۹۹۶ داستان «حصار ضد خرگوش را دنبال کن» را دربارهٔ نسل ربوده شده نوشت. این داستان توصیفی قدرتمند از آزارهایی است که نسل‌های ربوده شده متحمل شده‌اند. این کتاب در سال ۲۰۰۲ به کارگردانی فیلیپ نویس به یک فیلم موفق بین‌المللی تبدیل شد. ماجرای داستان بر اساس زندگی سه دختر بومی است و گاریمارا جزئیات فرار چشمگیر مادرش مولی کریگ را در این کتاب به خوبی شرح داده‌است که در ۱۴ سالگی در سال ۱۹۳۱ از شهرک بومی رودخانه مور در استرالیای غربی فرار کرد و به مدت نه هفته، ۲۴۱۴ کیلومتر (۱۵۰۰ مایل) را برای بازگشت به خانواده خود از صحرای خشن همراه با دو عضو جوان خانواده‌اش عبور کرد. شهرک‌سازی رودخانه مور اردوگاهی برای بومیان بود که به‌عنوان بخشی از سیاست‌های همسان‌سازی، به زور آنان را از خانواده‌های خود جدا می‌کردند. مادر گاریمارا با دو کودک دیگر در امتداد حصاری که در سراسر استرالیای غربی کشیده شده بود سفر کردند، زیرا می‌دانستند که زادگاهشان، جیگالونگ، در انتهای شمالی حصار قرار دارد. کتاب با بازگشت مولی به خانه به پایان می‌رسد. اما او باید سال‌ها بعد همان سفر را انجام می‌داد چرا که خانواده‌اش را بار دیگر به زور به شهرک رودخانه مور بردند.
کتاب بعدی او، زیر درخت وینتامارا، جزئیات زندگی او در رودخانه مور و در مأموریت بومی رولندز و چگونگی فرار او با ثبت نام در یک مدرسه پرستاری را شرح می‌دهد. در کتاب زیر درخت وینتامارا، پیلکینگتون در مورد تجربه خود در مواجهه با پاک کردن فرهنگی نوشت و زمانی را شرح داد که او و خواهر نوزادش آنابل مجبور شدند مادرشان را به اردوگاه همراهی کنند. وقتی مولی با آنابل ۱۸ ماهه دومین سفر طولانی به خانه را انجام داد، مجبور شد دوریس چهار ساله را پشت سر بگذارد زیرا نمی‌توانست هر دو دختر را حمل کند. در شهرک رودخانه مور، دوریس در اتاق‌هایی با پنجره‌های میله ای می‌خوابید، به او یاد دادند که از فرهنگ خود احساس شرمندگی کند و به خاطر صحبت به زبان مادری خود، مردودجارا (Mardudjara)، مجازات شد. کسانی که سعی در فرار داشتند در سلول انفرادی نگهداری می‌شدند و دوریس تا سن ۲۵ سالگی فرصتی برای دیدن دوباره مادرش پیدا نمی‌کرد.
پس از سال‌ها تلاش برای فراموش کردن شرم از فرهنگ خود، دوریس مالکیت نام تولد خود را گرفت و شروع به صحبت و نوشتن به زبان مردودجارا کرد. امروز، داستان‌های او الهام بخش بومیان استرالیایی است تا با میراث دزدیده شده خود ارتباط برقرار کنند.
خانه‌ای برای مادر (Home to Mother) نسخه کودکانه او از حصار ضد خرگوش را دنبال کن است. پیلکینگتون در چهار کتاب، کاپریس، دختر استاکمن، حصار ضد خرگوش را دنبال کن، خانه‌ای برای مادر، و زیر درخت وینتامارا، سه نسل از زنان را در خانواده‌اش به تصویر کشیده‌است.

## مرگ
پیلکینگتون گاریمارا در ۱۰ آوریل ۲۰۱۴ در سن ۷۶ سالگی بر اثر سرطان تخمدان در پرث، استرالیای غربی درگذشت.

## جوایز
پیلکینگتون گاریمارا پس از مرگ در سال ۲۰۲۲ وارد تالار مشاهیر نویسندگان استرالیای غربی شد.
در سال ۱۹۹۰، کتاب هوسبازی پیلکینگتون : دختر یک استاکمن، اولین کتاب از این سه‌گانه، برنده جایزه ادبی برتر کوئینزلند "نویسنده بومی منتشر نشده - جایزه دیوید یونایپون " شد. او در سال ۲۰۰۲ به عنوان حامی کمیته ایالتی و فدرال روز عذرخواهی در سفر شفای استرالیا منصوب شد. در ماه مه ۲۰۰۸، جایزه ۵۰۰۰۰ دلاری اخرای سرخ را دریافت کرد که به هنرمندی بومی به دلیل مشارکت برجسته و مادام العمرشان در هنرهای بومی و جزیره نشینان تنگه تورس در داخل و خارج از کشور اهدا شد.
او همچنین یک نویسنده برنده جایزه مارتو بود و جایزه گنج زنده ایالتی استرالیای غربی را برای آثار خود که هنر و فرهنگ استرالیا را غنی کرد دریافت کرد.

### شورای هنر استرالیا
شورای استرالیا برای هنرها بودجه و نهاد مشاوره برای دولت استرالیا. از سال ۱۹۹۳، جایزه اخرای سرخ را اعطا کرده‌است. این به یک هنرمند برجسته بومی استرالیا (بومیان استرالیا یا جزیره نشین تنگه تورس) برای یک عمر دستاورد ارائه می‌شود.